# Juan José Chaparro
Juan José Chaparro Stivanello (Colonia Freitas, 22 de julio de 1953) es un eclesiástico católico argentino, miembro de los Misioneros Hijos del Inmaculado Corazón de María. Es el actual obispo de Merlo-Moreno, desde 2022. Fue obispo de San Carlos de Bariloche, entre 2013 a 2022. 

## Biografía
Juan José nació el 22 de julio de 1953, en localidad argentina de Colonia Freitas, Entre Ríos.
Ingresó al Seminario de los Claretianos en Villa del Rosario, donde realizó sus estudios eclesiásticos.
Cursó el profesorado de Filosofía y Pedagogía en el Instituto Católico del Profesorado, y Teología en el Centro de Estudios de Filosofía y Teología (Cefyt) de los misioneros claretianos.
En 1983, obtuvo la licenciatura en teología dogmática en la Pontificia Universidad Gregoriana de Roma.

### Vida religiosa
Ingresó en la congregación de los Claretianos. El 1 de marzo de 1975 hizo su profesión religiosa temporal, y realizó la profesión solemne el 12 de febrero de 1979.
Fue ordenado diácono el 6 de octubre de 1979. Su ordenación sacerdotal fue el 12 de abril de 1980, en Córdoba.
Como sacerdote desempeñó los siguientes ministerios:
- Auxiliar de las postulantes y novicios de los Claretianos (1979-1981).
- Formador, profesor y rector del centro de estudios de su congregación;[3] profesor y vicario (1994) en Villa Claret.
- Superior Provincial de Argentina-Uruguay en 1996 y reelegido sucesivamente en 1999 y 2012.
  - Miembro de las Juntas Directivas de las Conferencias de Religiosos y Religiosas de la Argentina (Confar) y del Uruguay (Confru).[4]
- Coordinador Provincial de Evangelización, y destinado a la Comunidad de Inca, en Montevideo (2005).
- Consultor de la Provincia de San José del Sur (2011); Superior de la Comunidad de Lambaré (2013).

### Episcopado
Obispo de San Carlos de Bariloche
El 9 de julio de 2013, el papa Francisco lo nombró obispo de San Carlos de Bariloche. Fue consagrado el 28 de septiembre del mismo año, en la Catedral de San Carlos de Bariloche, a manos del obispo Fernando Carlos Maletti. Tomó posesión canónica el mismo día de su ordenación.
- Miembro de la Comisión de Pastoral Aborigen, en la CEA.

Obispo de Merlo-Moreno
El 20 de octubre de 2022, el papa Francisco lo nombró obispo de Merlo-Moreno. Tomó posesión canónica el 12 de diciembre del mismo año, durante una ceremonia en la Catedral de Merlo-Moreno.